# ويليام دو
ويليام دو (بالإنجليزية: William Doe)‏ هو طبيب أسترالي، ولد في 6 مايو 1941 في سيدني في أستراليا.